# Gare de Rimouski
La  gare de Rimouski, située dans la ville du même nom, est desservie par deux lignes de Via Rail Canada en provenance de Montréal. C'est une gare patrimoniale.

## Histoire
Le 3 décembre 2018, elle a été citée comme immeuble patrimonial par la ville de Rimouski. Elle est située dans le site patrimonial de l'Ensemble-Institutionnel-du-Centre-Ville-de-Rimouski, qui a été citée en 1997 par la ville.

## Architecture
La gare a une forme rectangulaire avec un toit en croupe avec larmier avec une forte pente. Le poste de l'opérateur est disposé en saillie du côté de la voie. Elle a aussi deux ailes disposées de chaque côté du bloc principal ayant un toit légèrement plus bas, mais ayant le même profil, que le toit principal.
Le revêtement est en brique jusqu'à la base de fenêtres et le reste en stuc peint, les deux étant séparé par un cordon de béton.
La gare a été construite selon les principes du mouvement Arts & Crafts, qui favorise les formes simples, traditionnelles et locales. 

## Trains intercités
| Origine  | Arrêt précédent | Train | Train   | Train | Arrêt suivant | Destination |
| -------- | --------------- | ----- | ------- | ----- | ------------- | ----------- |
| Montréal | Trois-Pistoles  |       | L'Océan |       | Mont-Joli     | Halifax     |